# Tropiska Afrika
Tropiska Afrika är i strikt mening de delar av Afrika som befinner sig mellan Kräftans och Stenbockens vändkretsar (23,4° nordlig respektive sydlig bredd). Ordet tropisk kommer av franskans ord för vändkrets (tropique). Enligt denna geografiska definition ingår dessa länder i tropiska Afrika, helt eller delvis: 
- Algeriet
- Angola
- Benin
- Botswana (delvis)
- Burkina Faso
- Burundi
- Centralafrikanska republiken
- Djibouti
- Egypten
- Ekvatorialguinea
- Elfenbenskusten
- Eritrea
- Etiopien
- Gabon
- Gambia
- Ghana
- Guinea
- Guinea-Bissau
- Kamerun
- Kap Verde
- Kenya
- Komorerna
- Kongo-Brazzaville
- Kongo-Kinshasa
- Liberia
- Libyen
- Madagaskar (delvis)
- Malawi
- Mali
- Mauretanien
- Mauritius
- Moçambique (delvis)
- Namibia (delvis)
- Niger
- Nigeria
- Rwanda
- São Tomé och Príncipe
- Senegal
- Seychellerna
- Sierra Leone
- Somalia
- Sudan
- Sydafrika
- Sydsudan
- Tanzania
- Tchad
- Togo
- Uganda
- Zambia
- Zimbabwe

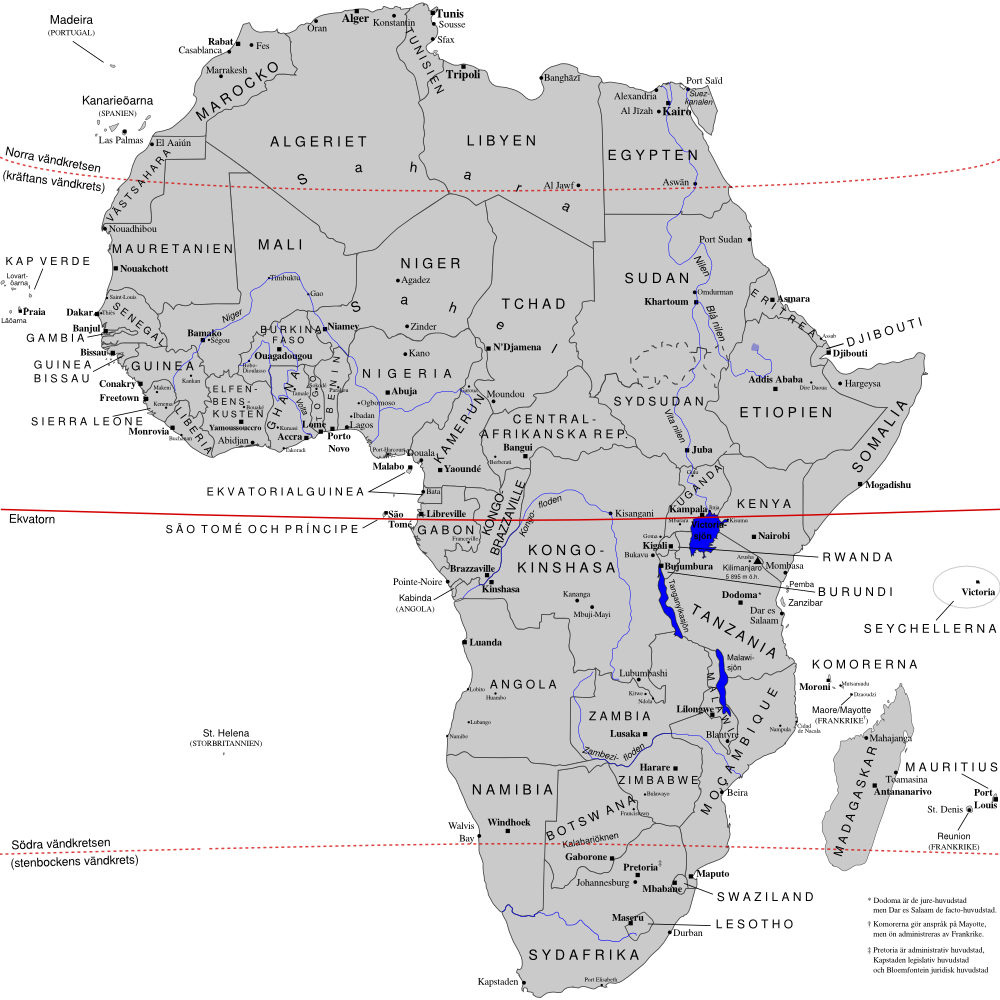
Afrika med vändkretsar

Endast fyra afrikanska länder befinner sig i sin helhet utanför det afrikanska tropiska området (Lesotho, Marocko, Swaziland och Tunisien).I vidare bemärkelse kan områden strax utanför vändkretsarna också räknas. 

Afrika med regnrika tropiska klimatzoner i blått

Enligt Köppens klimatklassificering finns fem huvudklimattyper varav en huvudtyp är det tropiska klimat som i sin tur är indelat i tropiskt regnskogsklimat och tropiskt savannklimat. som ska ha en medeltemperatur på över 18 °C alla månader.